# Dubravko Mandic
Dubravko Mandic (serbokroatisch Дубравко Мандић Dubravko Mandić, * 12. Mai 1980 in Sarajevo, Jugoslawien) ist ein deutscher Rechtsanwalt, Rechtsextremist und ehemaliger AfD-Funktionär.

## Leben und Beruf
Mandic wurde im jugoslawischen Sarajevo als Sohn eines kroatischen Germanisten geboren und kam 1983 mit seiner serbischen Mutter und seinem Bruder nach Freiburg. Der Vater war ab den 1970er-Jahren als Sozialarbeiter bei der Arbeiterwohlfahrt in Freiburg tätig. Nach Grundschule, Gymnasium und Bundeswehr studierte Mandic Rechtswissenschaft an der Albert-Ludwigs-Universität Freiburg. Er trat zunächst in die Burschenschaft Alemannia Freiburg ein und schloss sich später der Freiburger Burschenschaft Saxo-Silesia (DB) an. Er absolvierte sein Referendariat beim Landgericht Freiburg. Er ist nach eigenen Angaben Familienvater.
Nach dem Zweiten Staatsexamen erhielt Mandic Anfang 2011 die Anwaltszulassung und praktizierte als Rechtsanwalt zunächst in einer Bürogemeinschaft. Mittlerweile betreibt er eine eigene Kanzlei in Freiburg. Er bearbeitet überwiegend Mandate aus dem Strafrecht und Ausländerrecht. Mandic vertritt unter anderem auch Asylbewerber aus den Balkanstaaten, die aufgrund ihrer Herkunft aus als sicher angesehenen Ländern abgeschoben werden sollen.
Im Fall einer vergewaltigten 15-Jährigen gab Mandic, der den später verurteilten Angeklagten verteidigte, in seinem Plädoyer dem Opfer eine Mitschuld: Sie habe den Täter „offensiv angetanzt“ und dadurch sexuell erregt. „Eine Vergewaltigung findet nicht unabhängig von sexuellen Reizen statt“. Das Gericht reagierte mit Unverständnis auf dieses Plädoyer.
2021 vertrat Mandic im Prozess gegen die mutmaßlichen Rechtsterroristen der Gruppe S. einen der zwölf Angeklagten. Sein Mandant wurde im August aus der Untersuchungshaft entlassen.
Vor dem Landgericht Stuttgart vertrat er den Hauptgeschädigten im sogenannten „Antifa-Wasen-Prozess“. Der Geschädigte, ein Mitglied der rechten, AfD-nahen Arbeitnehmervereinigung Zentrum Automobil, wurde im Mai 2020 von mehreren, der antifaschistischen Szene zugehörigen Tätern auf dem Cannstatter Wasen am Rande einer Demonstration angegriffen und lebensgefährlich verletzt. Mandic stellte während des Verfahrens zahlreiche Anträge und zeichnete „ein Bild, das die linksextreme Antifa-Bewegung als terroristische Vereinigung erscheinen“ ließ. Zudem führte er an, dass auf die Ermittlungsarbeit politischer Einfluss genommen worden sei. Ein Bericht der Stuttgarter Nachrichten bezeichnete das Verhalten Mandics als „Ein-Mann-Show“ und wies auf den politischen Charakter seiner Prozessstrategie hin. Die Täter wurden nach 20 Verhandlungstagen anhand von Indizien und sichergestellten DNS-Spuren zu mehrjährigen Haftstrafen verurteilt, legten jedoch ebenso wie Mandics Mandant Revision ein. Die Revision wurde im Juli 2022 vom Bundesgerichtshof verworfen. Der im Gerichtssaal der Justizvollzugsanstalt Stammheim abgehaltene Prozess wurde über die gesamte Dauer von Demonstrationen begleitet.
Mandic vertritt einen Reichsbürger, der im März 2023 in erster Instanz wegen versuchten Mordes zu einer Freiheitsstrafe von zehn Jahren verurteilt wurde. Dieser hatte im südbadischen Efringen-Kirchen einen Polizisten angefahren und schwer verletzt. Mandic verkündete zunächst, auch gegen den Polizeieinsatz vorgehen zu wollen. Das Gericht verwarf jedoch seine Argumentation und folgte der Auffassung der anklagenden Bundesanwaltschaft, die den Fall auf Grund des ideologischen Hintergrundes an sich gezogen hatte. Der Angeklagte legte Revision ein.
Mandic vertritt den Landtagsabgeordneten Daniel Halemba, gegen den Haftbefehl wegen Volksverhetzung und Verwendung von Symbolen verfassungswidriger Organisationen erlassen wurde. Hierbei schaltete Mandic den Bayerischen Verfassungsgerichtshof ein.
Mandic vertritt Martin Sellner, den ehemaligen Vorsitzenden der Identitären Bewegung Österreichs. Über diesen wurde ein Einreiseverbot in die Bundesrepublik Deutschland verhängt.
Mandic übernahm im März 2024 die rechtliche Vertretung der unter Dopingverdacht stehenden Leichtathletin Sara Benfares, die im Jahr 2022 Deutsche Meisterin im 10.000-Meter-Lauf wurde. Die Sportlerin verkündete ihr Karriereende, nachdem sie positiv auf Blutdoping getestet wurde und widersprüchliche Aussagen über schwerwiegende Erkrankungen, medizinische Behandlungen und ihrem öffentlichen Auftreten bekannt wurden.

## Politik
Mandic war Mitglied der Alternative für Deutschland und ihrer rechtsnationalen und völkischen Gruppierung Der Flügel. Ebenso war er Mitglied der Jungen Alternative, der Jugendorganisation der AfD.
Er wurde 2014 in den Bundesvorstand der Patriotischen Plattform gewählt, einer konservativ-nationalen Vereinigung inner- und außerhalb der AfD. Er war vorsitzender Richter des Schiedsgerichts der AfD Baden-Württemberg.
Mandic kandidierte bei der Bundestagswahl 2017 als Direktkandidat im Bundestagswahlkreis Tübingen. Er setzte sich bei einer Nachwahl gegen eine Mitbewerberin knapp durch. Zuvor war er bei dem Versuch gescheitert, Listenkandidat in Baden-Württemberg und Direktkandidat im Bundestagswahlkreis Waldshut zu werden. Er erhielt im Wahlkreis Tübingen 8,7 % der Erststimmen.
Nachdem die AfD bei den Kommunalwahlen am 26. Mai 2019 zwei Sitze im Freiburger Stadtrat erhalten hatte, erklärte Mandic als einer der beiden Mandatsinhaber: „Jetzt wird es den Altparteien und vor allem Oberbürgermeister Horn wirklich an den Kragen gehen. Ich werde ihn aus dem Amt jagen.“
Im Dezember 2020 beantragte der AfD-Landesvorstand Baden-Württemberg ein Parteiausschlussverfahren gegen Mandic wegen parteischädigenden Verhaltens, nachdem der Screenshot eines Chatgruppenverlaufs in Umlauf gekommen war, laut dem Mandic zur Nichtwahl der AfD aufgerufen, und „Wahlkampfverweigerung“ als „Patriotenpflicht“ bezeichnet haben soll. Mandic bestreitet die Vorwürfe und gab in einer Stellungnahme auf Facebook an, er habe lediglich ein ehemaliges Mitglied der AfD zitiert. Einer Entscheidung durch das Landesschiedsgericht kam Mandic durch seinen Parteiaustritt im April 2021 zuvor.
Am 13. Februar 2021 wollten Reporter des ARD-Magazins Monitor an Mandics öffentlichem Wahlkampfstand im baden-württembergischen Weil am Rhein Filmaufnahmen machen, Mandic versuchte die Aufnahmen zu verhindern und verständigte die Polizei. Nach Ansicht des Filmteams waren die Aufnahmen legal. Am Abend sorgte Mandic dafür, dass das Fernsehteam den AfD-Wahlkampfauftakt in Baden-Württemberg nicht filmen durfte und den Saal verlassen musste.
Bei der Landtagswahl in Baden-Württemberg 2021 trat Mandic als Kandidat der AfD im Wahlkreis Lörrach an. Mandic erzielte 7,91 Prozent der Stimmen im Wahlkreis. Nach Angaben der Badischen Zeitung kündigte er am Wahlabend seinen Rückzug aus der AfD an, im April 2021 machte er seinen Austritt öffentlich, um einem Parteiausschlussverfahren zuvorzukommen. Sein Stadtratsmandat behielt er zunächst. Am 9. April 2022 trat er von seinem Mandat zurück, gut zwei Wochen nachdem sein Ratskollege Detlef Huber bekanntgegeben hatte, dass er die AfD-Gruppierung auflösen und künftig als Einzelstadtrat weiterarbeiten wolle. Ende Oktober 2021 gab Mandic in einer Rede allerdings bekannt, nach wie vor Kontakte in die Partei zu pflegen; überdies könne er, so Mandic, in seinem Beruf als Rechtsanwalt „der Bewegung ja auch nützlich sein“. Im September 2022 hielt Mandic in Eisenach eine Rede auf dem ersten Netzwerktag des NPD-Organs Deutsche Stimme.

### Positionen
Laut Mandic prägten die Kriege im zerfallenden Jugoslawien seine Einstellung zum Thema Nation. Während vorher alle Jugoslawen gewesen seien, hätten die bröckelnden staatlichen Strukturen dazu geführt, dass sich Menschen ihrer „Herkunft“ zugewandt hätten. Diese Gefahr bestünde auch für Deutschland. Zuwanderer würden sich im Zweifel immer an der ethnischen Zugehörigkeit orientieren und nicht an einer Verfassung. Eine Verfassung reiche nicht aus, um Identität für ein Land zu stiften.
Nach einer gewalttätig verlaufenen Demonstration im Oktober 2014 in Köln wandte sich Mandic öffentlich gegen Pläne des damaligen AfD-Vorstandes, Parteiordnungsverfahren gegen Mitglieder einzuleiten, die Mobilisierungen der Hooligans gegen Salafisten (HoGeSa) unterstützten. In einem von der Patriotischen Plattform verbreiteten offenen Brief forderte er Akzeptanz des Vorstandes dafür, „wenn ein paar von uns versuchen, mit besorgten Hooligans zu demonstrieren“.
Im Juni 2016 forderte Mandic auf seiner Facebook-Seite eine engere Zusammenarbeit seiner Partei mit der „Identitären Bewegung“ (IB). Mit dieser sei „aufgrund ähnlicher politischer Zielsetzung“ „[s]owohl die AfD und vor allem die Junge Alternative […] personell […] verbunden.“ Mandic selbst nahm Mitte Juni 2016 in Wien an einer Demonstration der IB Österreich teil. Laut Mandic hat der Verfassungsschutz die AfD „infiltriert“. Deshalb fordert er, eine „Abwehrstruktur“ in der Partei zu schaffen. Um eine Beobachtung zu verhindern, sollen Vorstände der JA und AfD nicht gleichzeitig in führender Funktion bei der IB tätig sein dürfen. Dies sei „unser Tribut an das System“. Er kritisierte den Unvereinbarkeitsbeschluss des Bundesvorstandes mit der „Identitären Bewegung“. Dieser wurde laut Mandic von Frauke Petry und Marcus Pretzell vorangetrieben.
Bei einer Veranstaltung gegen die Corona-Maßnahmen in Deutschland im Februar 2021 drohte Mandic den anwesenden Polizisten mit den Worten: „Und das sage ich auch den Polizisten da draußen: irgendwann könnte der Dienstherr ein anderer sein. Und dann werden wir genau schauen, wie Sie sich heute verhalten haben! Welchen Anweisungen Sie gefolgt sind und welchen nicht. Sie haben alle das Recht zu remonstrieren.“
Im März 2021 bezog sich Mandic auf die Verschwörungserzählung des „Großen Austauschs“ und sagte, der Plan dahinter sei, „die autochthonen Deutschen“ zu verdrängen, und man wolle „eigentlich dieses deutsche Volk zersetzen, damit es weltpolitisch einfach langfristig keine Rolle mehr spielt“.

### Kontroversen
Umstrittene Facebook-Beiträge von Mandic wurden medial breit rezipiert. So schrieb Mandic, die AfD unterscheide sich von der NPD „vornehmlich durch unser bürgerliches Unterstützerumfeld, nicht so sehr durch Inhalte“. Er bezeichnete Barack Obama als „Quotenneger“, sieht dies aber nicht als Beleidigung Obamas, sondern als Kritik an den Personen, die ihn missbrauchten. Ein Parteiordnungsverfahren gegen ihn wurde nach einem Gespräch mit dem AfD-Landesvorsitzenden Jörg Meuthen eingestellt.
Laut eines Berichts der Badischen Zeitung soll Mandic im April 2016 zu einer Feier der Burschenschaft „Saxo-Silesia“ eingeladen haben, auf der man „Nazilieder“ gespielt und „Heil Hitler“ gerufen habe. Laut der Publizistin Liane Bednarz wurde deshalb gegen Mandic bereits das zweite Ehrgerichtsverfahren eingeleitet. In einem ersten Verfahren konnte Mandic selbst keine direkte Verfehlung nachgewiesen werden.
Die Staatsanwaltschaft Karlsruhe ließ im Oktober 2016 nach Eingang mehrerer Strafanzeigen wegen des Verdachts der Beleidigung, unter anderem gestellt von Claudia Roth, Cem Özdemir und Anton Hofreiter, Mandics Wohnung durchsuchen. Mandic hatte auf Facebook ein Bild geteilt, auf dem die Gesichter deutscher Spitzenpolitiker in ein Foto der Angeklagten bei den Nürnberger Kriegsverbrecherprozessen montiert worden waren. Die Durchsuchungen waren laut einer Entscheidung des Landgerichts Karlsruhe rechtswidrig. Das Amtsgericht Freiburg verurteilte ihn im April 2018 wegen Beleidigung in fünf Fällen zu einer Geldstrafe in Höhe von 90 Tagessätzen à 100 Euro. Dieses Urteil wurde im Oktober 2023 wieder aufgehoben.
Im Rahmen des Wahlkampfes zur Europawahl lud die proeuropäische Bürgerbewegung Pulse of Europe auch die AfD zum Treffen Anfang Mai 2019 in Freiburg ein, die Mandic schickte. Da die Veranstaltung in Zusammenarbeit mit der Landeszentrale für politische Bildung stattfand, sei sie verpflichtet gewesen „alle im Landtag vertretenden Parteien zu berücksichtigen“, erklärte die LpB in Reaktion auf anschließende Kritik.
Beim Fußballspiel zum Saisonauftakt im August 2019 entrollten zwei Fans des SC Freiburg Transparente im Dreisamstadion gegen den AfD-Stadtrat, unter anderem mit der Aufschrift „Mandic du Nazi verpiss dich!“ Der Betroffene erstattete Anzeige. Mandic hatte eine Saisonkarte des SC erworben, weil er Fußball zwar hasse, dieser aber die Massen antreibe. Im August 2020 stellte die Staatsanwaltschaft die Ermittlungen gegen die beiden Fans mit der Begründung ein, es handele sich nicht um eine Beleidigung, sondern eine in diesem Fall legitime Meinungsäußerung.
Anlässlich der Debatte um die Satirefassung des WDR von Meine Oma fährt im Hühnerstall Motorrad kam es Anfang 2020 auch vor dem SWR-Gebäude in Baden-Baden zu Protesten gegen den öffentlich-rechtlichen Rundfunk. Dabei drohte Mandic in einer Rede den Journalisten, man werde „sie aus ihren Redaktionsstuben vertreiben“. Nach Angaben des SWR bedauerte Mandic in einer an den Sender gerichteten E-Mail den entstandenen Eindruck, er habe dazu aufgerufen, seine Ziele gewaltsam zu erreichen. Auch der damalige AfD-Bundessprecher Jörg Meuthen hatte Mandics Auftritt scharf kritisiert. Meuthen kritisierte im September 2020, dass der Landesvorstand der AfD-Baden-Württemberg den möglichen Parteiausschluss von Mandic verschleppe und verzögere. Wegen dieser Äußerungen gegen Journalisten wurde Mandic Ende April 2021 vom Freiburger Anwaltverein ausgeschlossen. Nach vulgären frauenfeindlichen Äußerungen wurde das Twitter-Konto Mandics zeitweise gesperrt. Auch sein Instagram-Account war zeitweise nicht aufrufbar.

## Verurteilungen
Im November 2020 verurteilte das Amtsgericht Schwabach Dubravko Mandic wegen Nötigung einer Journalistin zu einer Geldstrafe von 7.200 Euro (60 Tagessätzen à 120 Euro). Die Journalistin hatte Mandic 2019 gefilmt, als dieser eine Veranstaltung des rechtsextremen AfD-Flügels verließ. Mandic entriss ihr das Mobiltelefon und versuchte, die Aufnahmen zu löschen, woran er jedoch durch das Einschreiten der anwesenden Polizei gehindert wurde. Im Juli 2021 wurde Mandics Berufung durch das Landgericht Nürnberg-Fürth verworfen. Auch die Gerichtskosten wurden ihm auferlegt.
Im Dezember 2020 verurteilte das Amtsgericht Freiburg Mandic wegen gefährlicher Körperverletzung zu einer Freiheitsstrafe von sechs Monaten auf Bewährung sowie zur Zahlung von 3000 Euro an ein Wohnungslosen-Projekt der Caritas. Mandic hatte auf der Freiburger Kaiserstuhlbrücke nach eigener Aussage die Beschädigung von AfD-Wahlplakaten beobachtet. Seine Attacke auf die vermeintlichen Täter wirkte auf einen später hinzukommenden Augenzeugen so brutal, dass dieser versuchte, die Gewalt zu unterbinden. Daraufhin wurde auch er von Mandic unter anderem mit Reizgas attackiert und verletzt. Mandic legte Berufung gegen das Urteil ein. Im Rahmen des Berufungsverfahrens wurde Mandic durch das Landgericht Freiburg im Mai 2022 zu sieben Monate Haft auf Bewährung verurteilt. Gegen dieses Urteil legte Mandic Revision ein, diese wurde durch das Oberlandesgericht Karlsruhe am 18. Januar 2023 abgewiesen, womit das Urteil rechtskräftig wurde.
Vom Vorwurf der fünffachen Beleidigung wurde Mandic nach Strafbefehl von 2017, Verurteilung durch das AG Freiburg 2018, Revision zum OLG Freiburg und Rückverweisung zum LG Freiburg nach Hauptverhandlung am 25. Oktober 2023 jedoch freigesprochen. Das Urteil wurde zunächst nicht rechtskräftig.